# Plectoderes flavovittata
Plectoderes flavovittata är en insektsart som beskrevs av Fowler 1904. Plectoderes flavovittata ingår i släktet Plectoderes och familjen vedstritar.
Artens utbredningsområde är Panama. Inga underarter finns listade i Catalogue of Life.